# Johann Campanus
Johann(es) Campanus (* um 1500 in Maaseik; † um 1574) war ein Theologe und Täufer.

## Leben
Geboren in der Grafschaft Loon, die dem Bistum Lüttich unterstand, besuchte Campanus die Schule in Düsseldorf und bezog die Universität Köln. Als die Gedanken der Reformation nach Köln gelangten, trat er für diese ein und musste aufgrund der daraus entstehenden Streitigkeiten mit den altgläubigen Theologen die Universität verlassen. Er war zunächst Klostergeistlicher, dann evangelischer Pastor in Roermond und begab sich anschließend in das Herzogtum Jülich, wo er als Verfechter des neuen theologischen Gedankenguts auftrat. 1521 hielt er sich auf Einladung des Adligen Werner IV. von Palant auf dessen Burg in Wassenberg auf. Er erwarb sich soweit Ansehen, dass es durch Gönner ermöglicht wurde, im Sommer 1527 als Hofmeister junger Adliger nach Wittenberg zu gehen. Am 19. Dezember 1528 immatrikulierte er sich an der Universität Wittenberg, wo er theologische Studien bei Martin Luther und Justus Jonas betrieb.
Jedoch während des Studiums der Bibel fand er für sich selbst völlig andere Aussagen als jene seiner Lehrer. Georg Witzel, der ebenfalls nicht mit den Aussagen der Wittenberger Theologen übereinstimmte, bestärkte die schwärmerischen Vorstellungen von Campanus, der mit diesen Anfang Oktober 1529 auf dem Marburger Religionsgespräch an die Öffentlichkeit trat. Dabei forderte er seine Zulassung zu dem Gespräch mit dem Einwand, eine Auslegung der Einsetzungsworte im Abendmahl gefunden zu haben. Damit wollte er eine Verständigung zwischen Luther und Ulrich Zwingli herbeiführen. Zu diesem Ansinnen forderte er Luther zur Disputation auf. Jedoch wurde seine Zulassung abgelehnt.
Zurückgekehrt nach Wittenberg, versuchte er seine täuferischen Ideen immer herausfordernder zu verbreiten, so dass ihn Kurfürst Johann der Beständige von Sachsen für eine gewisse Zeit inhaftieren ließ. Kaum aus dem Gefängnis entlassen, setzte er sein Treiben fort und musste aufgrund einer erneut drohenden Verhaftung fliehen. Jedoch ließ er sich von seinem Standpunkt nicht mehr abbringen. Als der Kurfürst mit seinen Theologen und Räten in Torgau den herannahenden Reichstag zu Augsburg und die Confessio Augustana beriet, erschien er dort und legte seine Lehre den Räten vor. In diesem Zusammenhang forderte er Luther erneut zu einer Disputation auf, was abermals abgelehnt wurde. Im Kurfürstentum Sachsen konnte er nicht weiter mit seinen Ideen vorankommen.
Deswegen begab er sich zunächst nach Braunschweig und kehrte zurück in das Herzogtum Jülich, wo sich um ihn zahlreiche Anhänger versammelten. In Wassenberg und Umgebung hatte sich die Gruppe der Wassenberger Prädikanten gebildet, die als Verfolgte den Schutz des oben schon erwähnten Drosten Werner von Palant genossen. Er verfasste dort 1532 über die Göttliche u. Hl. Schr., vor vielen Jahren verdunkelt u. durch unheilsame Lehre u. Lehrer aus Gottes Zulassung verfinstert, Restitution u. Besserung, die 160 Seiten umfasste, über die Lehre der Täufer, die 160 Seiten umfasste. Auf Haus Hall in Ratheim fand er Schutz bei dem Adligen Johann von Olmissen genannt Mülstroe († 1541) und seinem Sohn Heinrich († um 1574). In Münster beeinflusste er nicht unmaßgeblich das Täuferreich von Münster. Jedoch als er im Herzogtum Jülich durch die Ankündigung des Weltendes und das Aussterben der Landesbevölkerung an der Rur die Bevölkerung verängstigte, ließ ihn der Herzog von Jülich 1553 gefangensetzen. Nach mehr als 20-jähriger Haft soll er, geistig und körperlich zerrüttet, gestorben sein.

## Werke
- Contra totum post apostolos mundum auch Wider die Lutherischen und alle Welt nach den Aposteln und derselben wunderbarliche und seltzame ungehewre Irrthumb. um 1531
- Göttlicher und heiliger Schrift vor vilen jaren verdunckelt und durch unheylsame Leer und Lerer aus Gottes Zulassung verfinstert Restrution und besserung durch den hochgelarten Johannem Campanum. 1532
- De eucharistia. um 1574

## Sonstiges
- Ein zwischen Ratheim und Hilfarth gelegenes Wäldchen wurde jahrhundertelang im Volksmund an de Campanus-Eek (= an der Campanus-Eiche) genannt. Unter einer Eiche soll der Prediger hier heimlich Versammlungen für seine Anhänger abgehalten haben.
- Siehe auch: Wassenberger Prädikanten